# Phloeostichidae
Phloeostichidae (лат.) — маленькое семейство насекомых из отряда жесткокрылых.
Синонимы:
- Hymaeinae Sen Gupta & Crowson, 1966

## Описание
Маленькие жуки от 2,5 до 15 мм в длину.

## Палеонтология
Единственная находка семейства в ископаемом состоянии происходит из мелового бирманского янтаря.

## Систематика
Семейство насчитывает всего 8 видов расположенных в четырёх родах:
- Род: Phloeostichus Redtenbacher, 1842
  - Вид: Phloeostichus denticollis Redtenbacher, 1842 — Центральная Европа и Восточная Сибирь
- Род: Rhopalobrachium — Австралия и Чили
  - Вид: Rhopalobrachium clavipes  — Чили
  - Вид: Rhopalobrachium crowsoni Lawrence, 1995 — Австралия
  - Вид: Rhopalobrachium penai Lawrence, 1995 — Чили
- Род: Hymaea
  - Вид: Hymaea magna Sen Gupta & Crowson, 1966 — Австралия
  - Вид: Hymaea parallela Carter. Hymaea Pascoe 1869 — Австралия
  - Вид: Hymaea succinifera Pascoe — Тасмания
- Род: Bunyastichus Leschen et al., 2005
  - Вид: Bunyastichus monteithi Leschen et al., 2005